# Kulturhaus Karlshorst
Das Kulturhaus Karlshorst ist eine Kultureinrichtung im Ortsteil Karlshorst des Berliner Bezirks Lichtenberg in der Treskowallee 112 / Ecke Dönhoffstraße. Sie entstand entstelle eines 1897 errichteten und mehrfach umgenutzten Vorgängergebäudes. Das aktuelle Kulturhaus wurde im Jahr 2012 als Neubau am gleichen Ort eröffnet.

## Geschichte
Im Jahr 1897 eröffnete auf dem Grundstück Treskowallee 87 (seit der Umnummerierung 1961: Treskowallee 112) das Tanz- und Vergnügungslokal Königs Festsäle. 1917 kam ein Kino mit 560 Plätzen hinzu, das wechselnde Namen trug (Karlshorster Lichtspiele, Erstes Karlshorster Lichtbildtheater, Karlshorster Film- und Bühnenschau). Zwischen 1930 und 1945 hieß es Gloria-Palast.
Das Bauwerk war in den letzten Kriegstagen stark beschädigt worden und wurde ohne die kleine Kuppel und ohne Fassadenschmuck wieder instand gesetzt. Von 1945 bis 1966 nutzte die Sowjetarmee das Haus als Offizierscasino, denn die sowjetische Militärverwaltung, ihre Geheimdienste und einige Truppenteile waren in Karlshorst stationiert. 1966 wurde das Haus an die DDR übergeben, die es zum Kreiskulturhaus Lichtenberg umbaute. Im Erdgeschoss befand sich das Restaurant Tarnovo, in den Räumen gab es Musikunterricht, Ballett-, Tanz-, Zeichen- und Textilkurse. Seit den 1970er Jahren galt das Haus als Kultstätte für Jazz und Dixieland-Musikfreunde. 1989 wurde im Saal des Kulturhauses eine Unterschriftensammlung für die Bürgerbewegung Neues Forum durchgeführt, am 20. November des Jahres fand hier deren erste Bürgerversammlung statt. 1989/90 tagte im Gebäude der Runde Tisch Karlshorst. 1990 erhielt das Haus den vereinfachten Namen Kulturhaus Karlshorst.

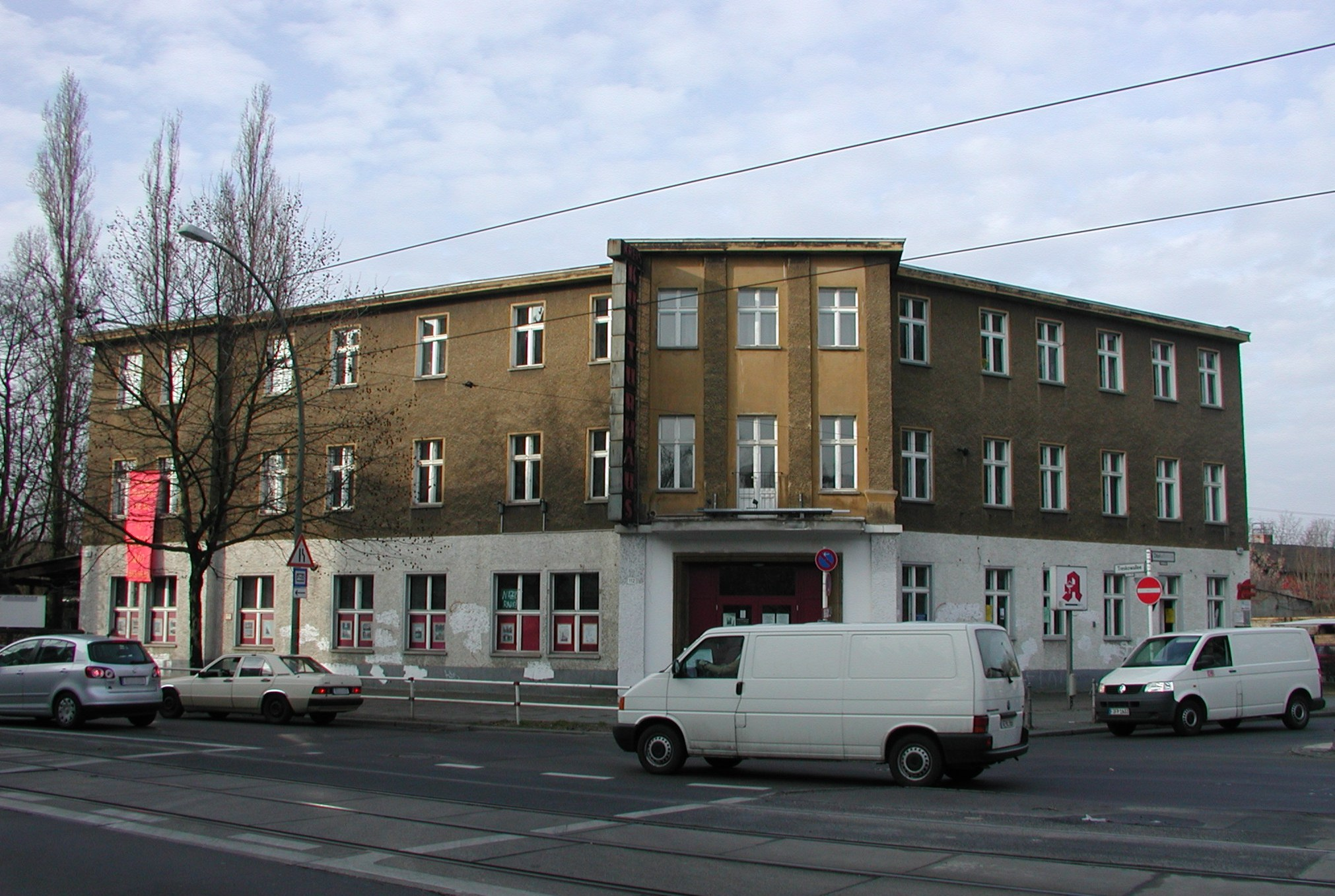
Kulturhaus Karlshorst 2008

Nach der Wende kam die Immobilie in den Besitz des Bezirksamts Lichtenberg. Das Amt ließ geringfügige Umbauten vornehmen und sorgte dafür, dass ab Frühjahr 2009 die Schostakowitsch-Musikschule sowie zahlreiche Chöre und Kulturvereine darin Räume bekamen; das Zimmertheater Karlshorst spielte dort bis Ende September 2010. Am 28. September wurden alle kulturellen Aktivitäten im Haus eingestellt, weil es ohne Sanierung nicht mehr nutzbar war. Die dafür veranschlagten Kosten von rund zehn Millionen Euro überstiegen die bezirklichen Möglichkeiten. So gründete sich in der BVV eine Arbeitsgruppe Kulturhaus, über eine Ausschreibung wurde ein Privatinvestor für die Immobilie gesucht. Im Jahr 2009 gewann die Potsdamer Firma Lührs & Holst City Projekte GmbH & Co KG das Interessenbekundungsverfahren aus 12 Bewerbern und vereinbarte eine Nutzungseinbindung als Kulturhaus nach Fertigstellung eines Neubaus. Im Sommer 2009 gab es in den Räumen des alten Hauses eine (abschließende) Ausstellung zur eigenen Geschichte. Für die Planung und Realisierung eines Neubaus fand ein Architektenwettbewerb statt. Gewinner war das Architekturbüro Stueven aus Stade. Ebenfalls gab es einen Aufruf zur Erstellung eines künstlerischen Konzepts, das schließlich 2011 von dem Unternehmen 3K gewonnen wurde.

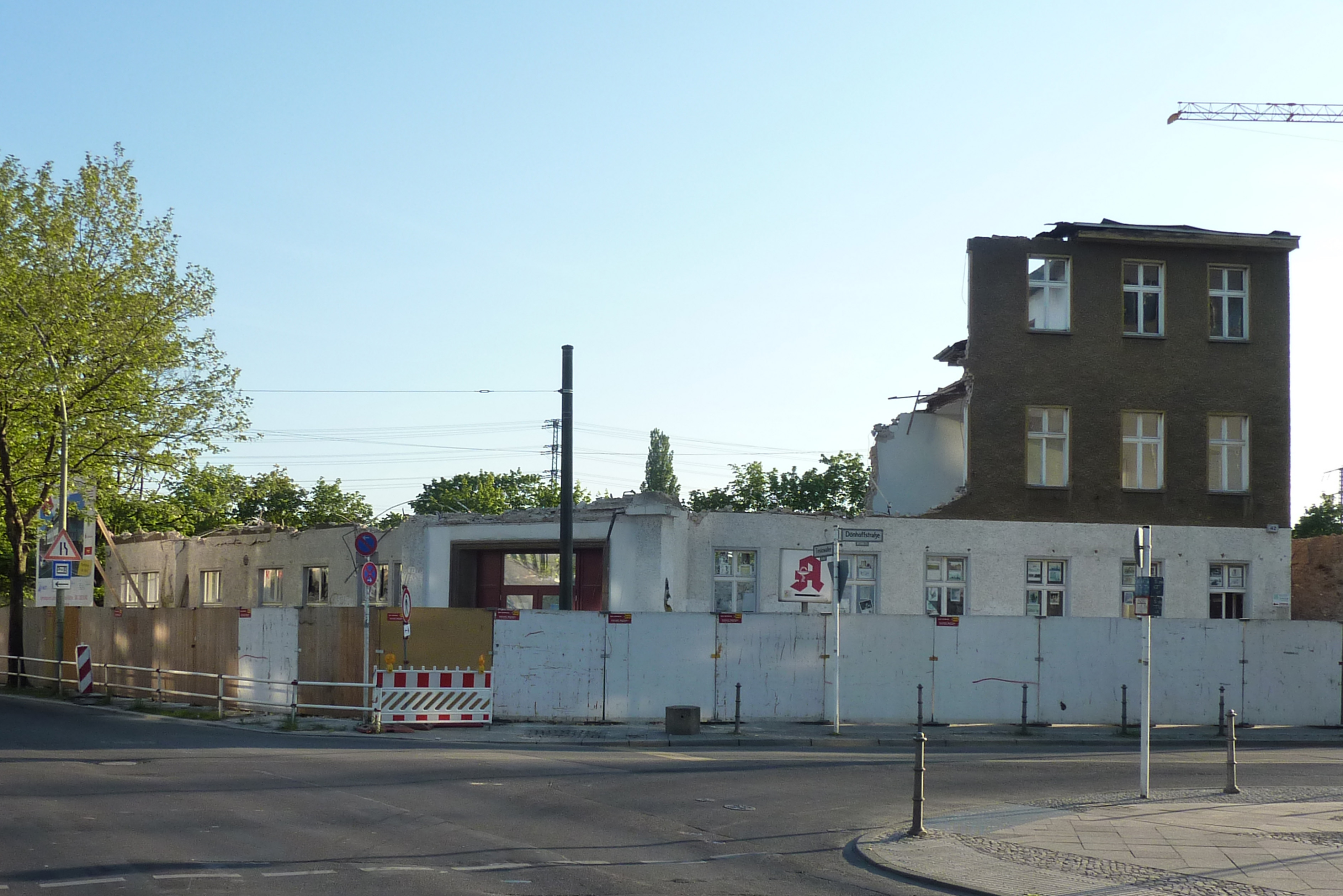
Abriss 2011

Bis zur Fertigstellung des Neubaus konnten die verschiedenen Nutzer in andere nahe gelegene Räume, zum Beispiel in das Theater Karlshorst, ausweichen. – Die Abtragung des Gebäudes begann im April 2011 mit dem Abbau der großformatigen Leuchtschrift Kreiskulturhaus, die danach dem Berliner Buchstabenmuseum übergeben wurde. Allerdings blieb nur das mit Blumen umrankte Kürzel KT übrig, der komplette Schriftzug ging zu Bruch. Abriss und Wiederaufbau gingen wie geplant vonstatten, der Investor gab dafür 7,3 Millionen Euro aus. Der Komplex wurde am 4. Mai 2012 feierlich eingeweiht.
Mehrheitlich befinden sich im Gebäudekomplex Ladengeschäfte und Büros. Die in der Infobox angegebene Grundfläche von 1000 m² ist die Nutzfläche für die Kultur im Haus und umfasst die gesamte erste Etage.
Die Fassaden erhielten im Sommer 2013 sechs großformatige Wandbilder an der Dönhoffstraße und an der Hofseite, die der Lichtenberger Künstler Christian Awe gestaltet hat. Die Folie, mit der die Wandbilder befestigt waren, löste sich jedoch im Laufe der Jahre ab, sodass die Bilder lange Zeit nicht mehr zu sehen waren. Im Jahr 2021 wurden in Abstimmung mit dem Bezirksamt neue Bilder des Künstlers an der Dönhoffstraße angebracht.
Als Kurator für das Kulturhaus arbeitet Knut Becker im Auftrag der Bezirksverwaltung.

## Beschreibung des Hauses und Angebote
Der gesamte Gebäudekomplex befindet sich an historischer Stelle. Er wurde von den Architekten mit einer hellen Putzfassade ausgestattet, die mit anthrazitfarbenen Klinkern optisch abgesetzt sind. Gegenüber dem Vorgängerbau wurde eine Etage mehr errichtet. Die leicht schräge Ecke, dem Vorgängerbau nachempfunden, besitzt große verglaste und symmetrisch angeordnete Fenster und ist ausschließlich mit den dunklen Klinkern verkleidet. Sie assoziiert so einen Turm.
Das Gebäudeensemble setzt sich aus zwei separaten Baukörpern zusammen und weist eine Gesamtnutzfläche von 5.100 m² auf. Das Hauptgebäude entlang der Treskowallee beherbergt das eigentliche Kulturhaus Karlshorst mit Veranstaltungssälen, Proben- und Ausstellungsräumen sowie Gewerbeflächen im Erdgeschoss und in der zweiten Etage. Im übrigen Gebäudeteil, der länger ist der vorherige Flügel des Hauses an der Dönhoffstraße, befinden sich eine Lebensmittel-Filiale und zahlreiche Wohnungen.
Das Kulturhaus Karlshorst umfasst heute (Stand: 2021) eine Galerie im Erdgeschoss mit Foto- und Grafikausstellungen sowie einen Saal mit Studiobühne und Foyerbar im ersten Stock. Veranstaltungen auf den Gebieten Musik, Theater, Literatur, Kabarett, Film und Kinderprogramme gehören zum Angebot, ebenso traditionelle Veranstaltungen wie die Sessions des Jazz Treff Karlshorst. Das Bezirksamt Lichtenberg hat Saal und Veranstaltungsräume langfristig gemietet. Für Seminare, Tagungen und Bürgerversammlungen können Räume gemietet werden.